# Elecciones presidenciales de Eslovaquia de 1999
Las elecciones presidenciales de Eslovaquia de 1999, primeras elecciones presidenciales directas del país, tuvieron lugar en mayo. Una enmienda constitucional realizada el año anterior, tras la finalización del mandato de Michal Kováč, permitió la elección directa del Presidente. La primera vuelta se realizó el 15 de mayo. Como ninguno de los candidatos obtuvo mayoría absoluta, se realizó una segunda vuelta el 29 de mayo. Rudolf Schuster, del Partido del Entendimiento Civil, obtuvo la presidencia en segunda vuelta con el 57% de los votos. La participación electoral en la primera vuelta fue del 73.9%, y en la segunda vuelta fue del 75.5%.

## Antecedentes
Entre el 20 de enero y el 17 de diciembre de 1998, el parlamento realizó muchas votaciones para escoger al sucesor de Michal Kováč, primer Presidente de Eslovaquia. Bajo el sistema anterior, el presidente era elegido por el parlamento. Al menos 90 parlamentarios debían votar por un candidato para que este asumiera la presidencia. Luego de que se realizaran cinco votaciones en las que no hubo un vencedor, y otras cuatro en las que ningún candidato se registró, se decidió implantar la elección directa del presidente de la república con un sistema de dos vueltas.

## Resultados
| Candidato                          | Candidato                          | Partido                                                   | Primera vuelta | Primera vuelta | Segunda vuelta | Segunda vuelta |
| Candidato                          | Candidato                          | Partido                                                   | Votos          | %              | Votos          | %              |
| ---------------------------------- | ---------------------------------- | --------------------------------------------------------- | -------------- | -------------- | -------------- | -------------- |
|                                    | Rudolf Schuster                    | Partido del Entendimiento Civil                           | 1.396.950      | 47.4           | 1.727.481      | 57.2           |
|                                    | Vladimír Mečiar                    | Partido Popular-Movimiento por una Eslovaquia Democrática | 1.097.956      | 37.2           | 1.293.642      | 42.8           |
|                                    | Magdaléna Vášáryová                | Independiente                                             | 194.635        | 6.6            |                |                |
|                                    | Ivan Mjartan                       | Independiente                                             | 105.903        | 3.6            |                |                |
|                                    | Ján Slota                          | Partido Nacional Eslovaco                                 | 73.836         | 2.5            |                |                |
|                                    | Boris Zala                         | Independiente                                             | 29.697         | 1.0            |                |                |
|                                    | Juraj Švec                         | Independiente                                             | 24.077         | 0.8            |                |                |
|                                    | Juraj Lazarčík                     | Independiente                                             | 15.386         | 0.5            |                |                |
|                                    | Michal Kováč                       | Independiente                                             | 5.425          | 0.2            |                |                |
|                                    | Ján Demikát                        | Independiente                                             | 4.537          | 0.2            |                |                |
| Votos en blanco/anulados           | Votos en blanco/anulados           | Votos en blanco/anulados                                  | 36.022         | –              | 28.098         | –              |
| Total                              | Total                              | Total                                                     | 2.984.424      | 100            | 3.049.221      | 100            |
| Votantes registrados/participación | Votantes registrados/participación | Votantes registrados/participación                        | 4.038.899      | 73.9           | 4.041.181      | 75.5           |
| Fuente: Nohlen & Stöver            |                                    |                                                           |                |                |                |                |